# Lekkie jak piórko
Lekkie jak piórko – amerykański internetowy serial (dramat, thriller) wyprodukowany przez Grammnet Productions, Wattpad Studios oraz AwesomenessTV., który jest luźną adaptacją powieści "Light as a Feather, Stiff as a Board" autorstwa Zoe Aarsen.
Wszystkie 10 odcinków pierwszego sezonu zostały udostępnione 12 października 2018 roku przez platformy Hulu.
W Polsce serial był udostępniony od 30 października 2018 roku przez HBO GO.

## Fabuła
Fabuła opowiada o pięciu nastolatkach, którzy podczas jednej z imprez grają w grę. Zabawa polega na wymyśleniu sposobu śmierci graczy. Nastolatkowie zaczynają umierać w sposób podany podczas gry.

## Obsada

### Obsada główna
- Liana Liberato jako McKenna Brady
- Haley Ramm jako Violet Simmons
- Ajiona Alexus jako Candace Preston
- Brianne Tju jako Alex Portnoy
- Peyton List jako Olivia Richmond
- Jordan Rodrigues jako Trey Emory
- Dylan Sprayberry jako Henry Richmond
- Brent Rivera jako Issac Salcedo
- Dorian Brown Pham jako Deb Brady

### Obsada drugoplanowe
- Chachi Gonzales jako Noreen Listerman
- Shelley Robertson jako Gloria Preston
- Amaris Davidson jako trener Faholtz
- Robert Rusler jako Mr. Morris
- Nancy Linehan Charles jako Judith
- Timi Prulhiere jako Mrs. Regan
- Andrew Tinpo Lee jako Nick Portnoy
- Harley Graham jako Lena Regan

## Odcinki
| Sezon | Odcinki | Oryginalna emisja w Hulu | Oryginalna emisja w Hulu |
| Sezon | Odcinki | Premiera sezonu          | Finał sezonu             |
| ----- | ------- | ------------------------ | ------------------------ |
| 1     | 10      | 12 października 2018     | 12 października 2018     |
| 2     | 16      | 26 lipca 2019            | 4 października 2019      |

## Sezon 1 (2018)
| Nr | #  | Tytuł                   | Reżyseria        | Scenariusz                           | Premiera w Hulu      |
| -- | -- | ----------------------- | ---------------- | ------------------------------------ | -------------------- |
| 1  | 1  | ...Stiff as a Board     | Alexis Ostrander | R. Lee Fleming Jr.                   | 12 października 2018 |
| 2  | 2  | ...Pretty as a Picture  | Alexis Ostrander | R. Lee Fleming Jr.                   | 12 października 2018 |
| 3  | 3  | ...Dead as a Doornail   | Chad Lowe        | Eileen Shim                          | 12 października 2018 |
| 4  | 4  | ...Dark as the Night    | Chad Lowe        | Seth M. Sherwood                     | 12 października 2018 |
| 5  | 5  | ...Mad as a Hatter      | Jeffrey W. Byrd  | Michael Reisz                        | 12 października 2018 |
| 6  | 6  | ...Troubled as the Tide | Jeffrey W. Byrd  | Seth M. Sherwood                     | 12 października 2018 |
| 7  | 7  | ...Right as Rain        | Geary McLeod     | Eileen Shim                          | 12 października 2018 |
| 8  | 8  | ...Cold as Ice          | Geary McLeod     | Seth M. Sherwood, Sarah Fiori        | 12 października 2018 |
| 9  | 9  | ...Innocent as a Lamb   | Alexis Ostrander | R. Lee Fleming Jr., Seth M. Sherwood | 12 października 2018 |
| 10 | 10 | ...Slippery as an Eel   | Alexis Ostrander | R. Lee Fleming Jr.                   | 12 października 2018 |

## Sezon 2 (2019)
| Nr      | # | Tytuł                  | Reżyseria     | Scenariusz          | Premiera w Hulu |
| Część I |   |                        |               |                     |                 |
| ------- | - | ---------------------- | ------------- | ------------------- | --------------- |
| 11      | 1 | ...Lost as Eden        | Joanna Kerns  | R. Lee Fleming Jr.  | 26 lipca 2019   |
| 12      | 2 | ...Free as a Bird      | Joanna Kerns  | Eileen Shim         | 26 lipca 2019   |
| 13      | 3 | ...Sly as a Fox        | Geary McLeod  | Seth M. Sherwood    | 26 lipca 2019   |
| 14      | 4 | ...Sick as a Dog       | Geary McLeod  | William H. Brown    | 26 lipca 2019   |
| 15      | 5 | ...Silent as the Night | Shiri Appleby | Pornsak Pichetshote | 26 lipca 2019   |
| 16      | 6 | ...Pale as Death       | Shiri Appleby | Suzanne Keilly      | 26 lipca 2019   |
| 17      | 7 | ...Guilty as Sin       | Amanda Row    | Eileen Shim         | 26 lipca 2019   |
| 18      | 8 | ...White as a Ghost    | Amanda Row    | Seth M. Sherwood    | 26 lipca 2019   |

## Produkcja
9 maja 2018 roku platformy Hulu ogłosiła zamówienie pierwszego sezonu serialu.
5 lutego 2019 roku platforma Hulu  przedłużyła serial o drugi sezon.